# Cshonma
Cshonma (hangul: 천마군, Cshonma-kun, handzsa: 天摩郡, RR: Ch'ŏnma-kun, ’égbolthoz közelítő’) megye Észak-Koreában, Észak-Phjongan (P'yŏngan) tartományban.
1952-ben hozták létre Kuszong (Kusŏng) város és Idzsu (Ŭiju) megye egyes részeiből.

## Földrajza
Északról Szakcsu (Sakchu) megye, északnyugatról Idzsu (Ŭiju) megye, nyugatról
Phihjon (P'ihyŏn) megye, délről Tongnim (Tongrim) és Szoncshon (Sŏnch'ŏn) megyék, keletről Kuszong (Kusŏng) város, északkeletről Tegvan (Taegwan) megye határolja.
Legmagasabb pontja az 1169 méter magas Cshonmaszan (천마산; 天摩山, Ch'ŏnmasan).

## Közigazgatása
1 községből (up (ŭp)) és 20 faluból (ri (ri)) áll:
| - Cshonma-up (천마읍; 天摩邑, Ch'ŏnma-ŭp) - Kvandong-ri (관동리; 館洞里, Kwandong-ri) - Kuam-ri (구암리; 九巖里, Kuam-ri) - Kumgol-ri (금골리; 金골里, Kŭmgol-ri) - Teu-ri (대우리; 大牛里, Taeu-ri) - Teha-ri (대하리; 大鰕里, Taeha-ri) - Tonggo-ri (동고리; 東古里, Tonggo-ri) - Pekcsa-ri (백자리; 栢子里, Paekcha-ri) - Pihva-ri (비화리; 斐化里, Pihwa-ri) - Szambong-ri (삼봉리; 三峯里, Sambong-ri) - Szamszong-ri (삼송리; 三松里, Samsong-ri) | - Szogo-ri (서고리; 西古里, Sŏgo-ri) - Szongnim-ri (송림리; 松林里, Songrim-ri) - Szonghjon-ri (송현리; 松峴里, Songhyŏn-ri) - Sinsi-ri (신시리; 新市里, Sinsi-ri) - Sincshang-ri (신창리; 新昌里, Sinch'ang-ri) - Sinhung-ri (신흥리; 新興里, Sinhŭng-ri) - Jongszan-ri (영산리; 永山里, Yŏngsan-ri) - Illjong-ri (일녕리; 一寧里, Ilnyŏng-ri) - Csigjong-ri (지경리; 地境里, Chigyŏng-ri) - Cshonszan-ri (천산리; 天山里, Ch'ŏnsan-ri) |

## Gazdaság
Cshonma (Ch'ŏnma) megye gazdasága földművelésre, élelmiszeriparra, textiliparra és papírgyártásra épül.

## Oktatás
Cshonma (Ch'ŏnma) megye egy mezőgazdasági főiskolának és számos általános, illetve középiskolának ad otthont.

## Egészségügy
A megye 20 egészségügyi intézménnyel rendelkezik, köztük saját kórházzal.

## Közlekedés
A megye közutakon Kudzsang (Kujang) és a szomszédos megyék felől közelíthető meg. A megye vasúti kapcsolattal nem rendelkezik.